# 잭슨하이츠

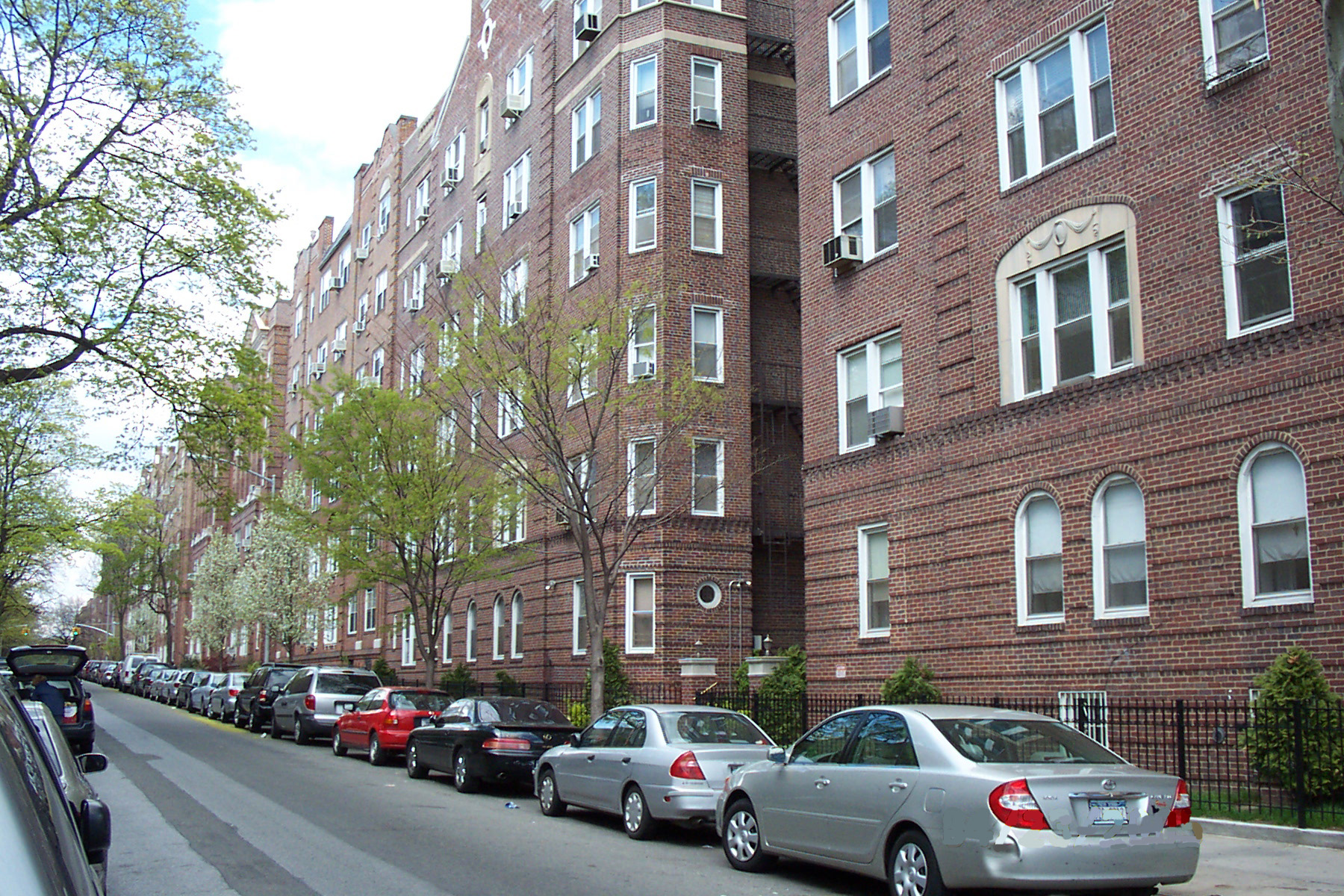
잭슨하이츠

잭슨하이츠(Jackson Heights)는 미국 뉴욕 퀸스의 한 지명이다. 라구아디아 공항이 여기에 위치하고 있다.